# Tony Nappo
Tony Nappo jest kanadyjskim aktorem filmowym i telewizyjnym.
Urodził się i wychował w Scarborough w prowincji Ontario. Uczęszczał na University of Toronto przez dwa lata nim podjął studia w nowojorskiej szkole aktorskiej American Academy of Dramatic Arts. AADA ukończył w roku 1991.
W 1994 debiutował rolą w filmie Boozecan. Od tego czasu pojawił się w licznych produkcjach filmowych, między innymi w thrillerze Mother’s Day (2010), Ziemi żywych trupów (Land of Dead, 2005) George’a A. Romero czy komedii Paparazzi (2001). Jako Gus Colyard wystąpił w trzech filmach z serii Piły: Piła II (Saw II, 2005), Piła IV (Saw IV, 2007) i Piła V (Saw V, 2008). W 2009 napisał i wyprodukował krótki metraż Behind Closed Doors.